# Mario Revollo Bravo
Mario Revollo Bravo (ur. 15 czerwca 1919 w Genui, Włochy, zm. 3 listopada 1995 w Bogocie) – kolumbijski duchowny katolicki, kardynał, arcybiskup metropolita Bogoty.

## Życiorys
Urodził się w Genui, gdzie jego ojciec pełnił funkcję kolumbijskiego konsula. Po ukończeniu niższego seminarium w Bogocie, kontynuował naukę w miejscowym seminarium wyższym, a następnie na wydziale teologii Gregorianum i w Papieskim Instytucie Biblijnym w Rzymie. 31 października 1943 roku w Wiecznym Mieście otrzymał święcenia kapłańskie. Po powrocie do Kolumbii pracował jako duszpasterz i profesor wyższego seminarium. 13 listopada 1973 roku Paweł VI mianował go biskupem pomocniczym Bogoty, przydzielając mu stolicę tytularną Thinisa in Numidia. 28 lutego 1978 roku został mianowany arcybiskupem Nueva Pamplona. W latach 1970–1975 był delegatem Episkopatu Kolumbii w Radzie Episkopatów Ameryki Łacińskiej (CELAM), a w okresie 1975–1978 przewodniczącym Komisji Episkopatu Kolumbii ds. Nauki Wiary. 25 czerwca 1984 roku został przeniesiony na stolicę metropolitalną w Bogocie. Kilkakrotnie pełnił funkcję przewodniczącego Konferencji Episkopatu. Jan Paweł II wyniósł go do godności kardynalskiej 28 czerwca 1988 roku, z tytułem prezbitera San Bartolomeo all’Isola. 13 sierpnia 1994 roku po przekroczeniu 75 roku życia, złożył rezygnację z pełnionego urzędu. Zmarł w Bogocie.

## Źródło
- Wielka Encyklopedia Jana Pawła II, Edipresse, Warszawa 2005, ISBN 83-60160-09-0.